# Симург

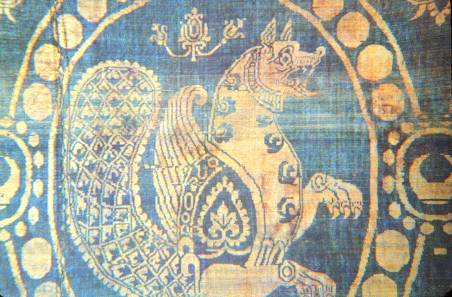
Парча с изображением Сенмурва

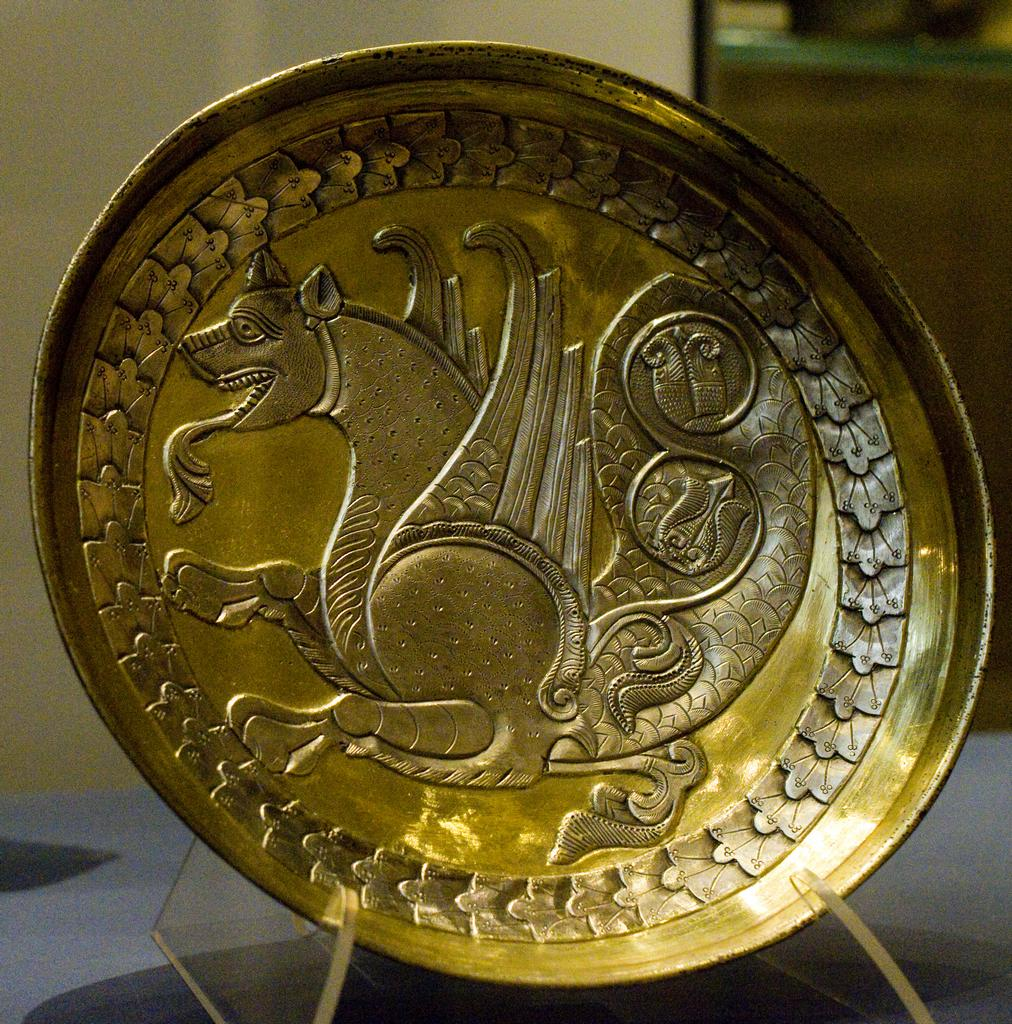
Симург на позолоченном серебряном блюде (VII—VIII вв. н. э.)

Симу́рг (авест. 𐬨𐬆𐬭𐬆𐬖𐬋⸱𐬯𐬀𐬉𐬥𐬋 mərəγō saēnō «птица Саэна», откуда позднее пехл. 𐭮𐭩𐭭𐭬𐭥𐭫𐭥 sēnmurw и перс. سیمرغ‎, тадж. Симурғ, курд. Teyrê Sîmir, каз. Самұрық, узб. Semurğ, азерб. Simurq, баш. Самрау) — мифическое существо в иранской мифологии, царь всех птиц. Существо также известно в мифологии тюркоязычных народов Средней Азии и Поволжья.
Иногда отождествляется с другими мифологическими птицами, такими как феникс и хумай. Изображения и предания о Симурге обнаружены в источниках всех периодов развития иранского искусства, а также в иконографии Грузии, средневековой Армении, Византии и других регионов, которые находились в пределах культурного влияния персидского царства.
С ним ошибочно отождествляется восточнославянский Симаргл.

## Этимология
Персидское слово Симург (перс. سیمرغ‎) посредством пехл. 𐭮𐭩𐭭𐭬𐭥𐭫𐭥 [sēnmurw] (и более раннего sēnmuruy) происходит от авест. 𐬨𐬆𐬭𐬆𐬖𐬋⸱𐬯𐬀𐬉𐬥𐬋 mərəγō saēnō «птица Саена», первоначально — хищник (вероятно, орёл, сокол или ястреб-перепелятник), как можно заключить из этимологически родственного санскр. śyenaḥ (श्रेनः) «хищник, орёл, птица», также обозначающего божественную фигуру. Саена — это также личное имя. Слово «симург» было заимствовано в армянский язык в виде сирамарг (սիրամարգ) «павлин».

## Описание
В Авесте упоминания о Симурге довольно скудны. Согласно Яштам, Веретрагна окружает дом своего почитателя хварной (благодатью) так же, «как та великая птица Саэна, как дождевые облака окутывают высокие горы». Из этого делается вывод о том, что Саэна приносила дождь. В другом месте говорится, что «Симург сидит под деревом посреди океана Воурукаша, на котором произрастают все семена мира, и взмахами крыльев рассыпает эти семена, которые дождь и ветер разносит по всему свету»; в более поздних легендах Древо и Симург отождествляются.
Симург обладал функцией благого покровителя отдельных людей и особенно человеческих коллективов. Эта функция ярко отразилась в «Шахнаме» авторства Фирдоуси, где Симург выступает как охранитель рода эпических героев Сама — Заля — Рустама. Признано, что отразившийся в «Шахнаме» цикл сказаний-былин об этих эпических персонажах сложился в среде близкородственных европейским скифам и сармато-аланам азиатских восточноиранских по языку сакских племен. Это даёт основания полагать, что Семаргл у скифов и сармато-алан, как и Симург в сказаниях саков, мог считаться покровителем отдельных людей и их коллективов (родов, племён), что и стало причиной значимости его почитания какой-то частью этой ветви восточных иранцев. Исходя из функции благого покровителя, Симурга часто изображали на талисманах. Сенмурв (Симург) был династийным символом Сасанидов.
В «Шахнаме» Фирдоуси Симург играет важную роль в истории Заля и его сына Рустама. Гнездо Симурга расположено на горе Эльбурс. Симург упоминается в «Беседе птиц» суфийского мистика Фарид-ад-Дина Аттара. Существует также легенда, что Симург живёт около двух тысяч лет и, когда его детёныш подрастает, взрослая птица сгорает в огне, подобно фениксу.
Образ Симурга имеет различную трактовку. Чаще он воспринимается как вещая птица справедливости и счастья, но в некоторых мифах Симург является сторожем, восседающим на горе, отделяющей потусторонний мир.

## У неиранских народов
Миф о Симурге был заимствован тюркскими народами Средней Азии, а также башкирами и татарами у иранских народов. У казахов существо называется Самұрық, у узбеков Семург, у татар — Семруг; у башкир — Самрау.
По распространённой гипотезе, к скифо-сарматской версии Симурга восходит имя древнерусского языческого бога Симаргла, функции которого до конца не ясны. Согласно «Повести временных лет», его идол, наряду с Перуном и другими божествами, был установлен в Киеве по указанию Владимира Святославича в рамках «языческой реформы» накануне крещения Руси. Х. Ловмяньский полагает, что в тексте летописи изначально было имя лишь Перуна, а остальных божеств приписал Никон Печерский, поскольку представлял себе Владимира идолопоклонником-политеистом. До того Никон жил в Тмутаракани, поэтому в пантеоне Владимира так много божеств иранского происхождения.
Птица Симург встречается также в азербайджанской мифологии и сказках. Особенно ярко этот персонаж обрисован в сказке «Малик Маммад». В указанных источниках Симург показан как огромный орёл или райская птица. В азербайджанских сказках Симург помогает нуждающимся, перевозит людей, одаривает их своими чудотворными перьями, которые можно сжигать, чтобы позвать Симурга на помощь; драконы (летучие змеи) съедают яйца, отложенные Симургом, чтобы не позволять птице размножаться. На церемонии открытия Игр исламской солидарности 2017 в Баку Симург был показан как спаситель.

## В современной культуре
- В 1972 году на киностудии «Узбекфильм» был снят художественный фильм «Семург»[12].
- Название романа «Гримус» Салмана Рушди — анаграмма к слову «Симург»[13].
- В книге В. О. Пелевина «Поколение Пи» обыгрывается тема мифа о Симурге[14].
- Символом федеральной территории «Сириус» стал крылатый пёс, чей образ вдохновлён фигурой Симурга[15].

## Галерея

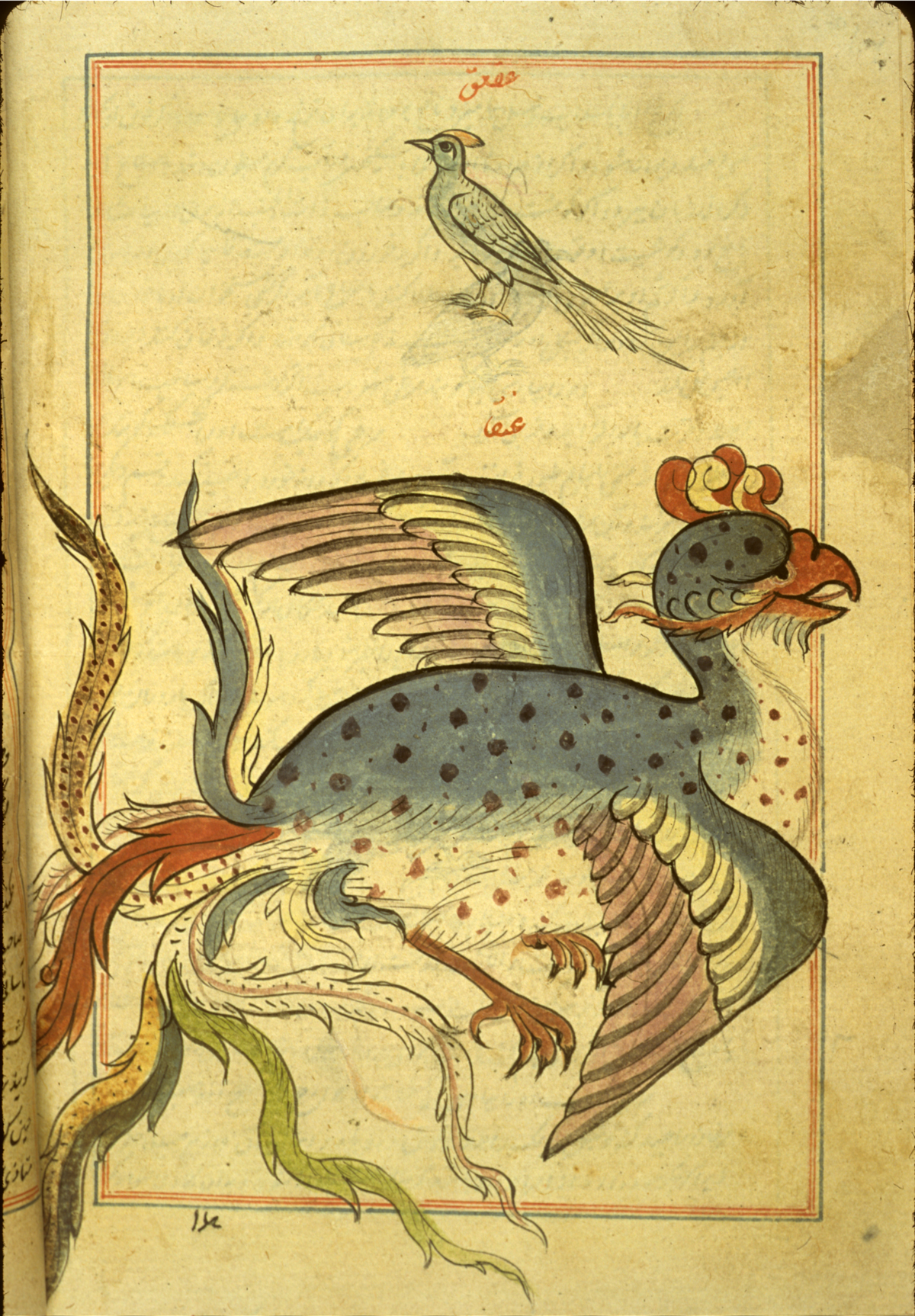
Симург (анка) из труда аль-Казвини «Чудеса творения[англ.]». — NLM MS P 2, fol. 187b.
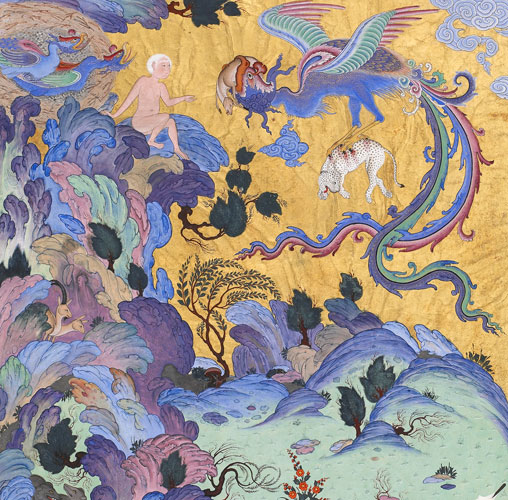
Симург возвращается в гнездо к Залю и своим птенцам (деталь). «Заль, за которым наблюдает караван» («Шахнаме» шаха Тахмаспа, фол. 62v), Галерея Саклера LTS1995.2.46
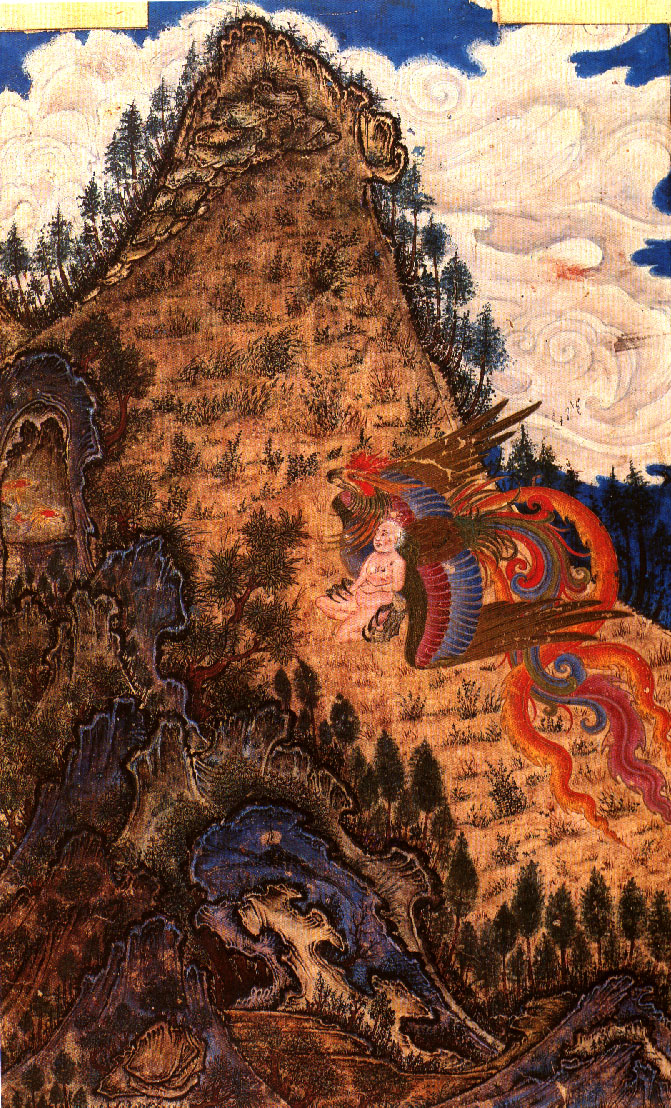
Заль и Симург
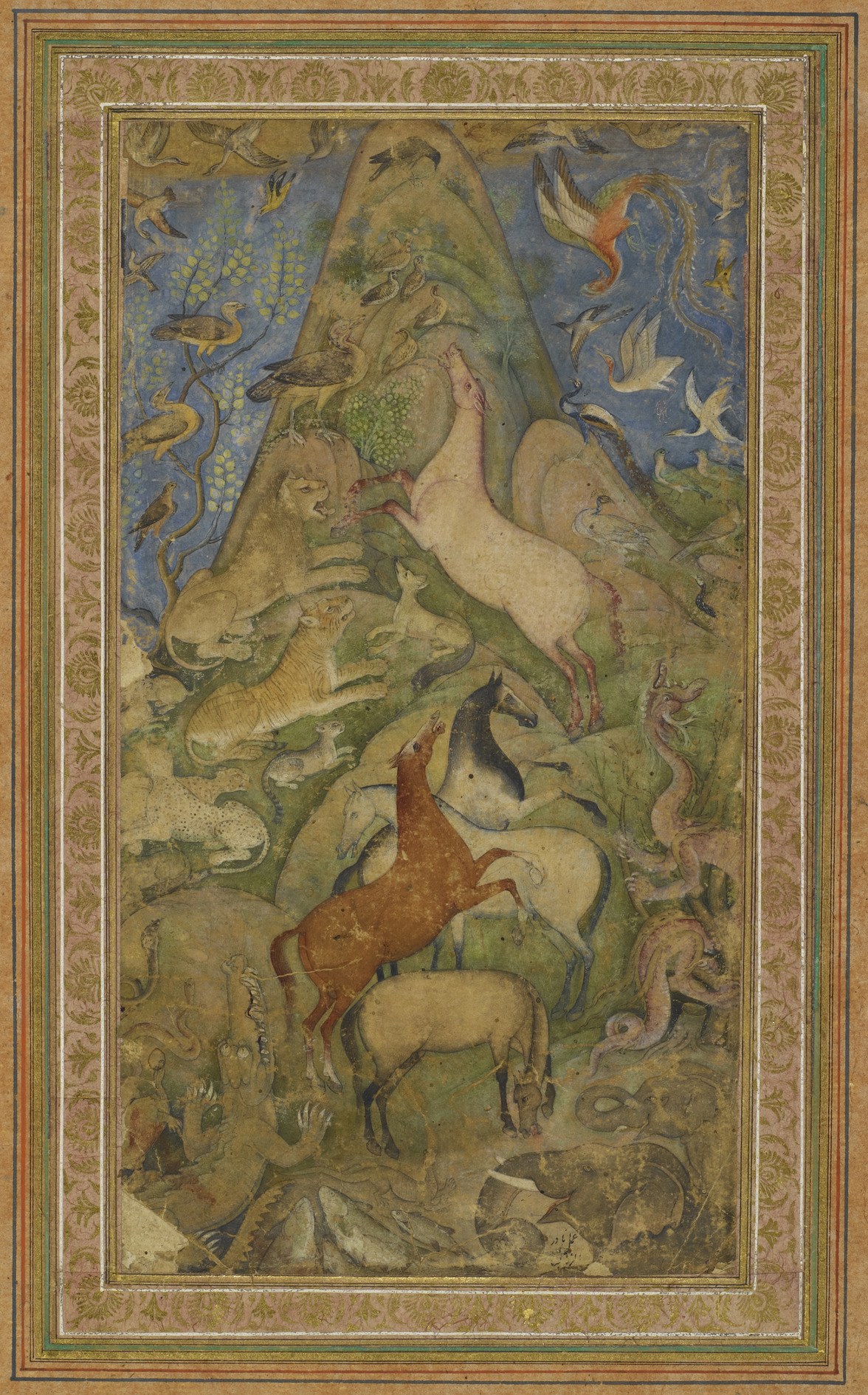
Симург из трудов Аттара
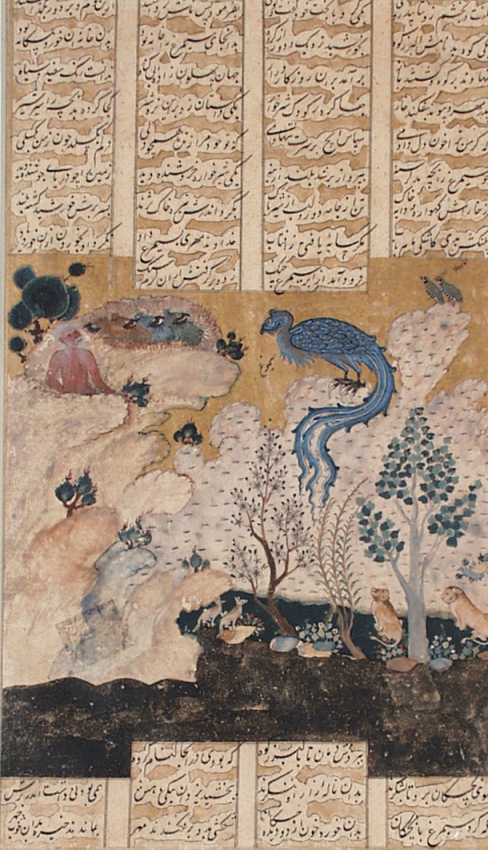
Симург в своём гнезде
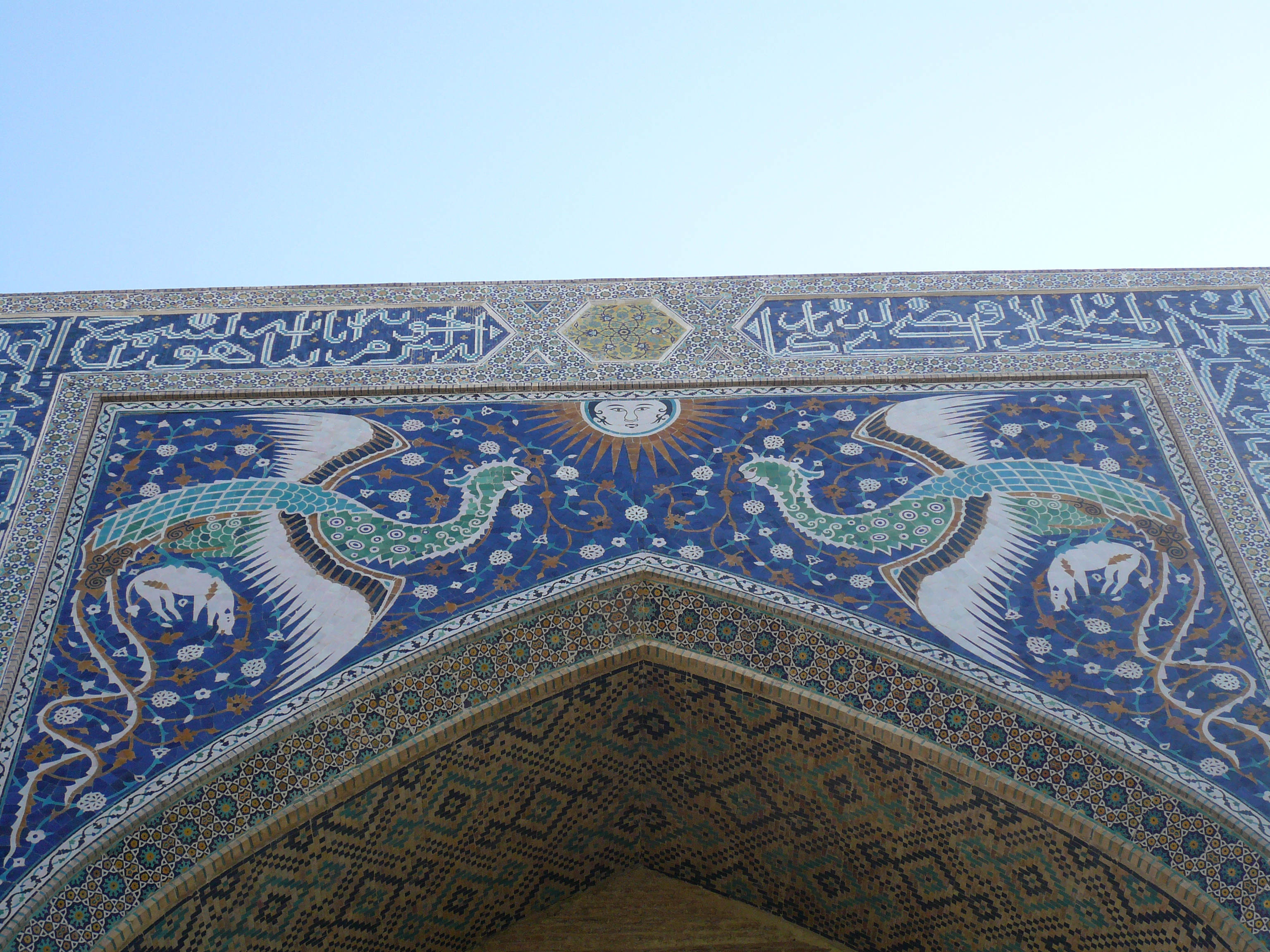
Симурги на портале медресе Диван-беги (XVII в.), Бухара
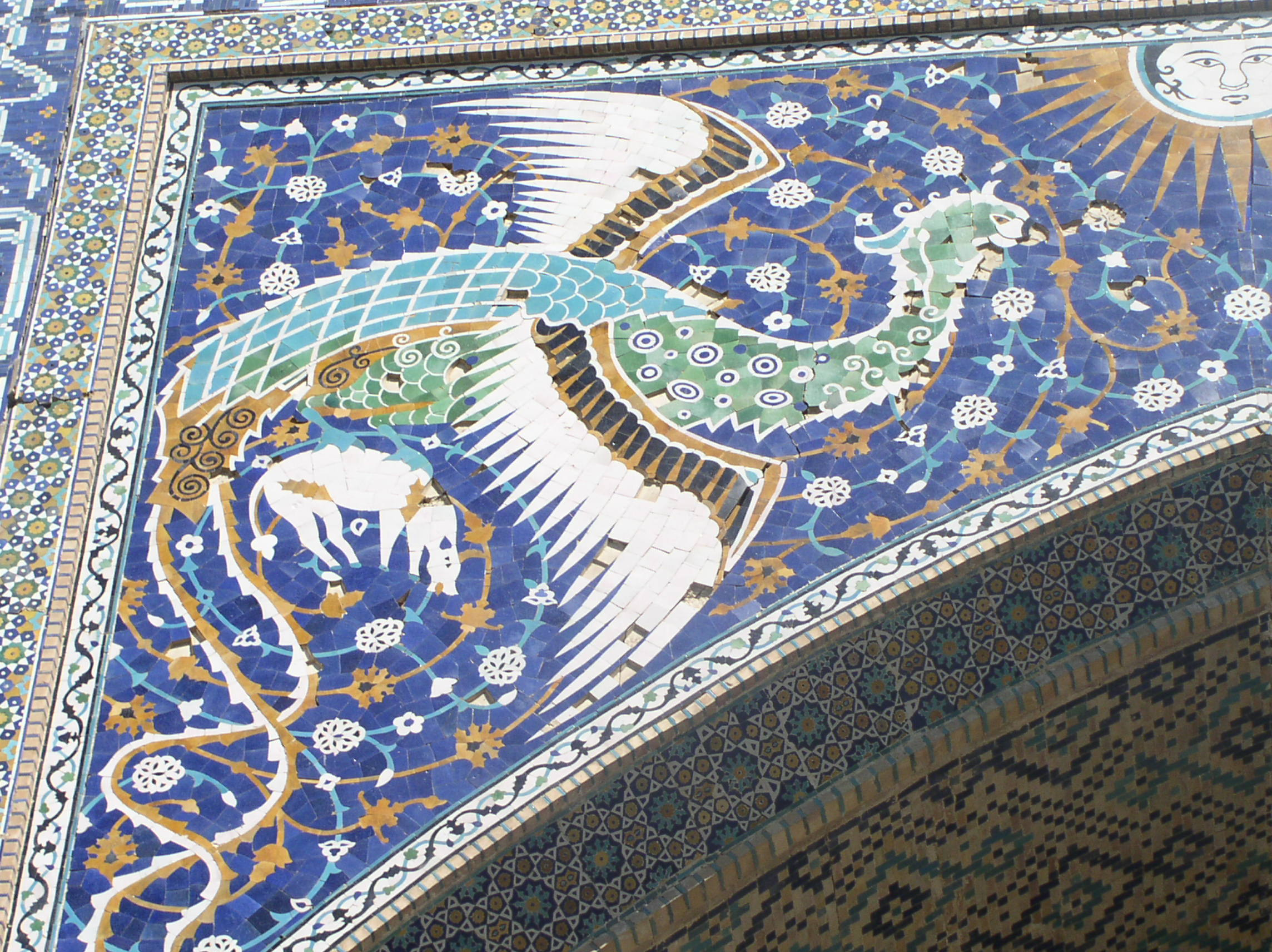
Украшение с внешней стороны медресе Нодир-Диван-Беги, Бухара
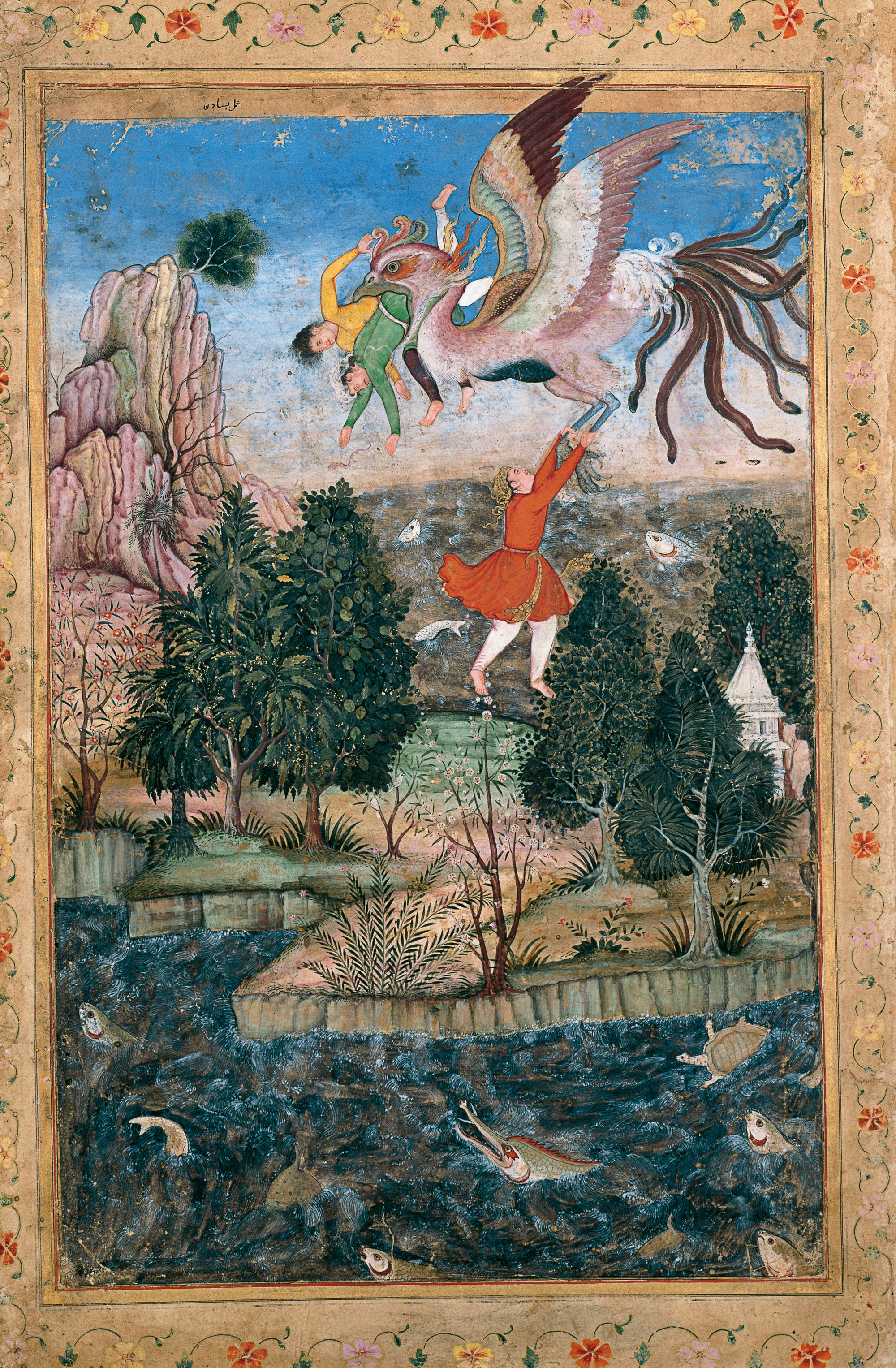
Изображение Симурга периода Империи Великих Моголов